# Liuixalus ocellatus
Liuixalus ocellatus es una especie de ranas de la familia Rhacophoridae que habita en la isla de Hainan, China. Vive en zonas selváticas en altitudes de entre 320 y 1080 metros.
Esta especie se encuentra amenazada de extinción debido a la destrucción de su hábitat natural.